# Cateter venos periferic

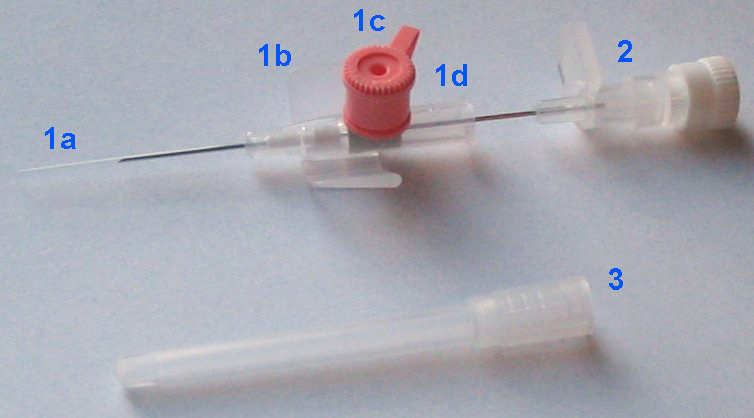
Cateter standard.
1. Cateterul în sine este compus din (a) un vârf pentru introducerea în venă, (b) aripi pentru manipularea manuală și fixarea cateterului cu adezivi, (c) o supapă pentru a permite injectarea de medicamente cu o seringă, (d) un capăt care permite conectarea la o linie de perfuzie intravenoasă, și plafonarea între utilizări.
2. Acul (parțial retras) care servește doar ca fir de ghidare pentru introducerea canulei.
3. Capacul de protecție care este eliminat înainte de utilizare.

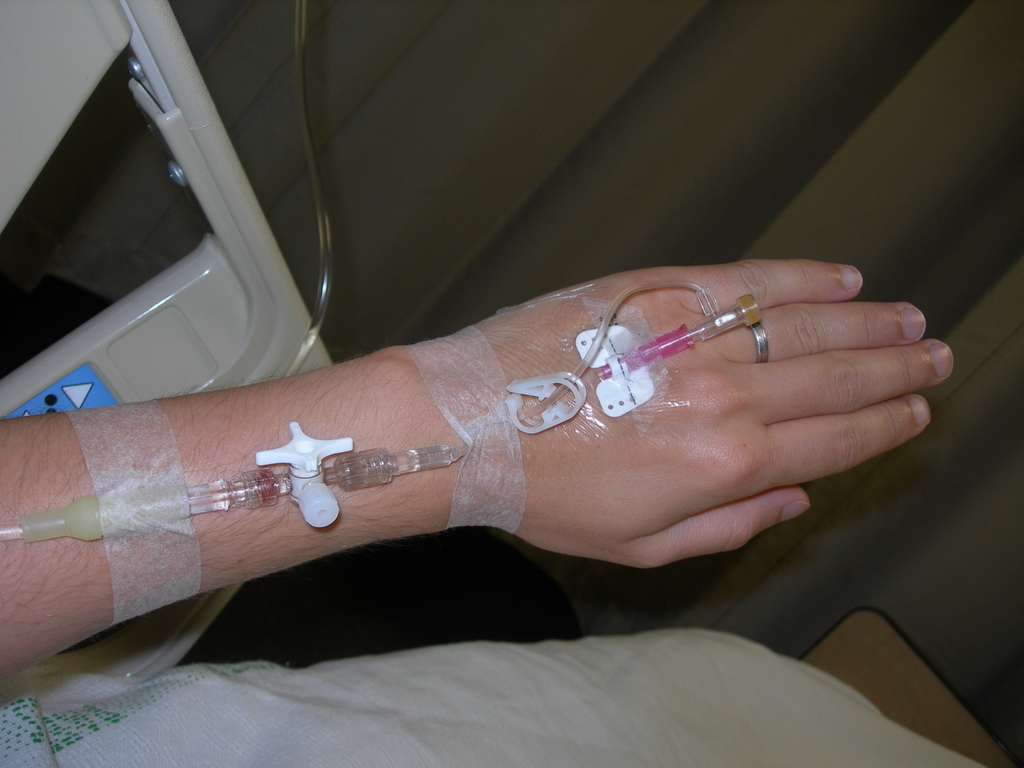
Un cateter intravenos periferic, fixat pe brațul unui pacient cu adezivi și atașat la o picurare.

În medicină, un cateter venos periferic( CVP, linie venoasă periferică, sau cateter de acces venos periferic, este un cateter (tub mic, flexibil) plasat într-o venă periferică pentru ca accesul venos să administreze terapia intravenoasă cum ar fi fluidele medicamentoase.

## Utilizare
Cateterul este introdus în venă de un ac (similar cu sângele), care este îndepărtat ulterior în timp ce plasticul mic canula rămâne pe loc. Cateterul este apoi fixat prin lipire cu un pansament adeziv pe pielea pacientului.
Un cateter venos periferic este cel mai frecvent utilizat acces vascular în medicină. Acesta este administrat majorității pacienților departamentul de urgență și pacienților chirurgicali și înainte de unele tehnici imagistice radiologice folosind agenți de radiocontrast, de exemplu. În Statele Unite, în 1990, mai mult de 25 de milioane de pacienți au avut o linie venoasă periferică în fiecare an.
Un cateter venos periferic este de obicei plasat într-o venă pe mână sau braț. Trebuie să se distingă de un cateter venos central care este introdus într-o venă centrală (de obicei în vena jugulară internă a gâtului sau vena subclaviculară a pieptului] sau de un cateter arterial care poate fi plasat într-o arteră periferică sau centrală. La copii, la locul de inserție se poate aplica un gel topic anestezic (cum ar fi lidocaină pentru a facilita plasarea.
Prelevarea de probe de sânge poate fi efectuată în momentul introducerii unui cateter venos periferic sau la o dată ulterioară.
Cateterele venoase periferice pot fi, de asemenea, utilizate în tratamentul de urgență al unui pneumotorax de tensiune- ele pot fi plasate în al doilea spațiu intercostal de-a lungul liniei claviculare medii, pentru a calma tensiunea înainte de gestionarea definitivă cu o scurgere toracică.

## Complicații
Infecție, flebită, extravazare, infiltrare, embolie aeriană, hemoragie (sângerare) și formarea unui hematom (vânătaie) Din cauza riscului de infecție la locul de inserție CDC recomandă în orientarea lor că cateterul trebuie înlocuit la fiecare 96 de ore. Cu toate acestea, necesitatea de a înlocui aceste catetere de rutină este dezbătută.
S-a demonstrat că managementul expertului reduce complicațiile liniilor periferice.
Nu este clar dacă orice pansament sau dispozitiv de fixare este mai bună decât cealaltă după reducerea ratelor de eșecuri cateter.

## Dimensiuni
Dimensiunile cateterelor venoase periferice pot fi date de Calibru Birmingham sau ecartament francez. Diametrul este proporțional cu ecartamentul francez și invers proporțional cu ecartamentul Birmingham.
| Ecartament Birmingham | Diametru (mm) | Debitul maxim (ml/min) | Culoare    |
| --------------------- | ------------- | ---------------------- | ---------- |
| 26                    | 0.46          | 13-15                  | Negru      |
| 24                    | 0.60          | 36                     | Galben     |
| 22                    | 0.90          | 56                     | Albastru   |
| 20                    | 1.10          | 40-80                  | Roz        |
| 18                    | 1.30          | 75-120                 | Verde      |
| 17                    | 1.50          | 128-133                | Alb        |
| 16                    | 1.80          | 236                    | Gri        |
| 14                    | 2.00          | 270                    | Portocaliu |

## Istorie
Introducerea unei canule de plastic și retragerea acului a fost introdusă ca tehnică în 1945. Prima versiune de unică folosință care a fost comercializată a fost Angiocath, vândută pentru prima dată în 1964. În 1970 și 1980, utilizarea canulelor din plastic a devenit rutină, iar inserarea lor a fost mai frecvent delegată personalului medical.
Catetere mai noi au fost echipate cu caracteristici de siguranță suplimentare pentru a evita rănirea cu acele. Cateterele moderne constau din polimeri sintetici, cum ar fi teflonul (de unde termenul adesea folosit Venflon sau Cathlon pentru aceste catetere venoase). În 1950 au constat din plastic PVC. În 1983, a fost introdusă prima versiune din poliuretan.

## Imagini suplimentare

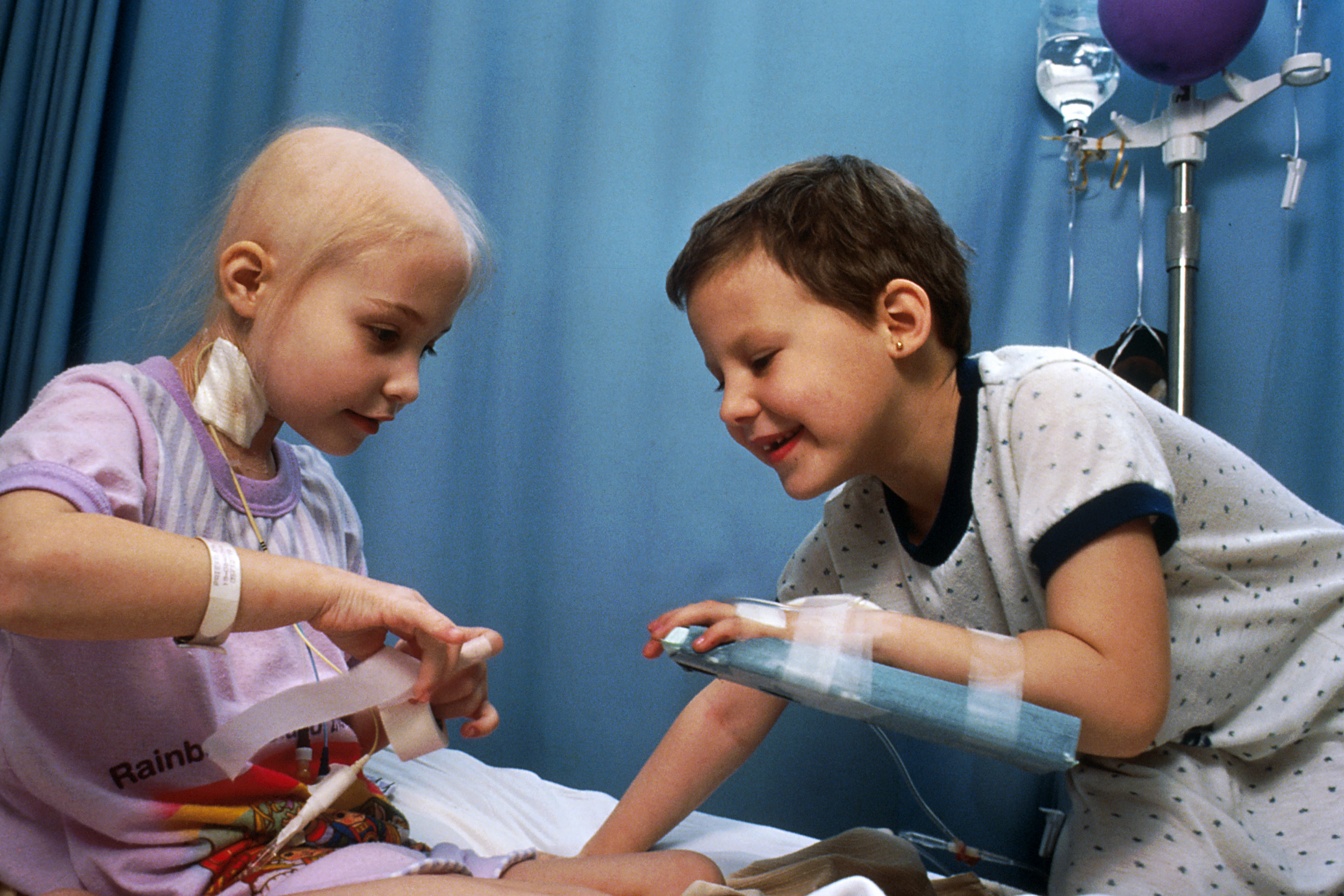
O placă de braț este recomandată pentru imobilizarea extremității pentru canularea mâinii, piciorului sau fosa antecubitală la copii.
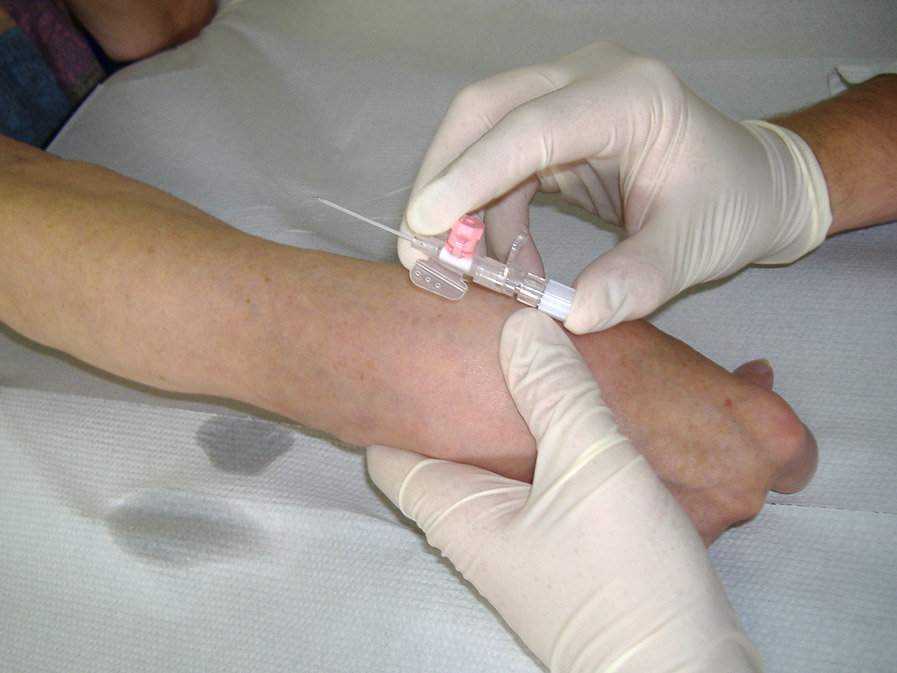
Chiar înainte de a introduce.
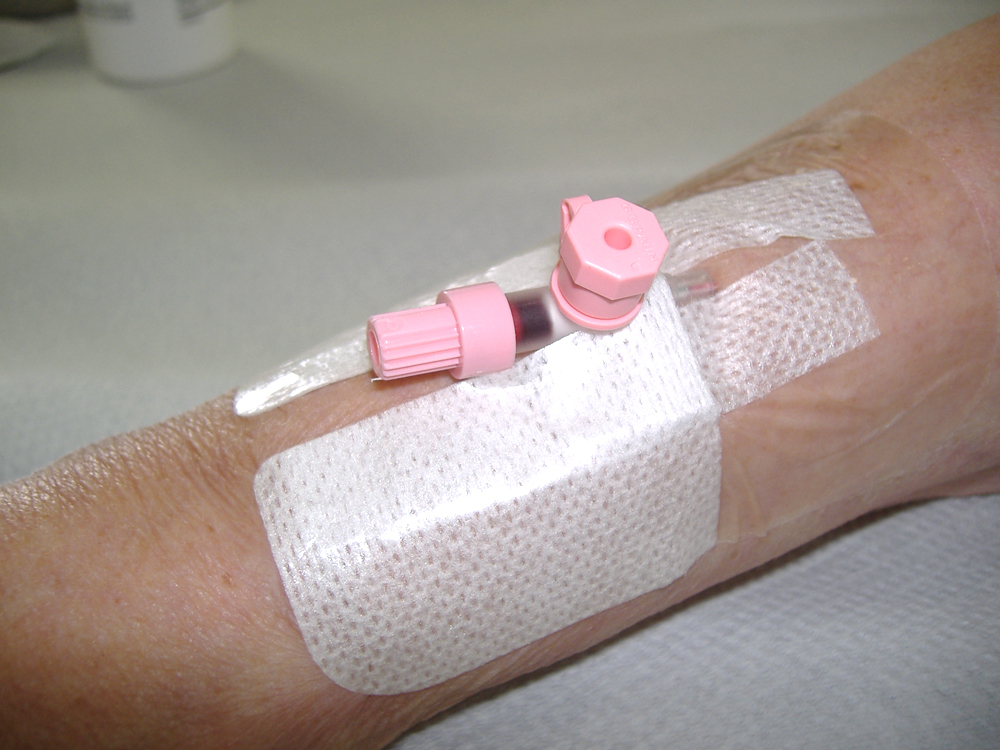
Cateterul între utilizări.
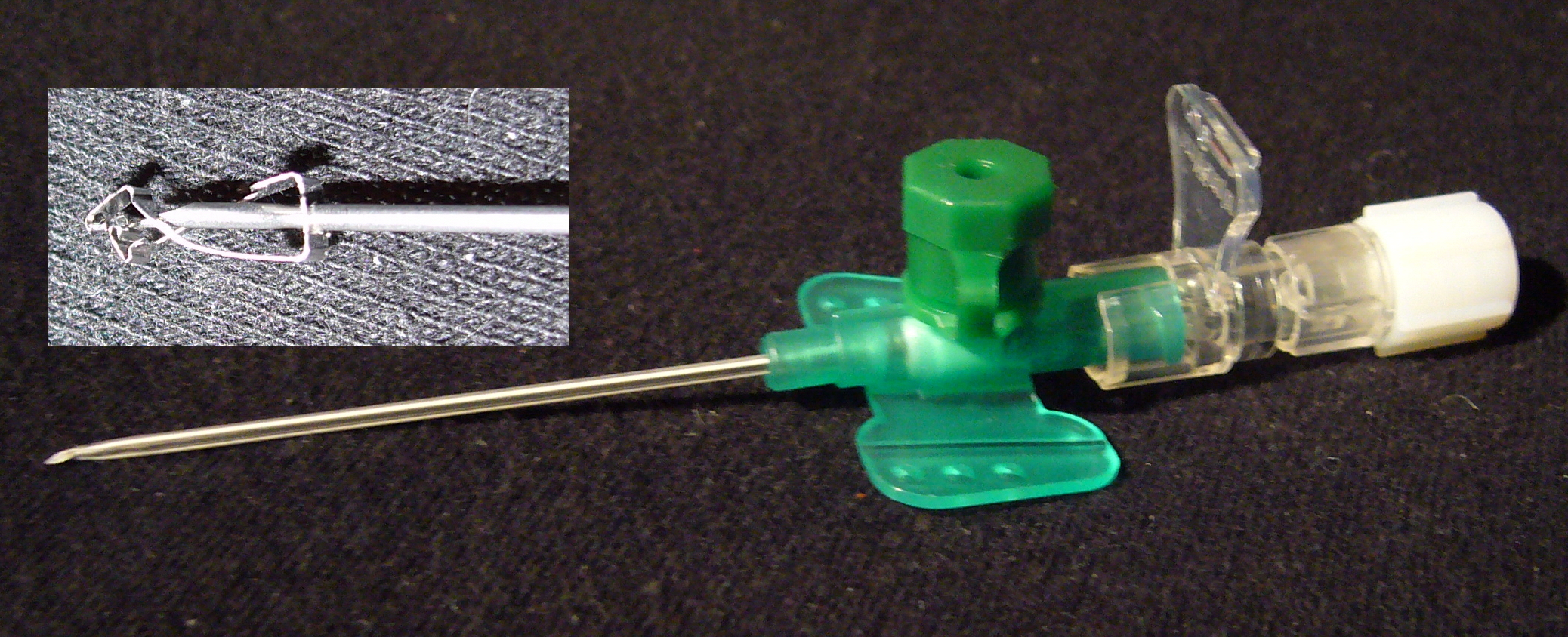
Cateter mai nou cu caracteristici de siguranță suplimentare.